# Żary (gmina)
Żary est une gmina rurale (gmina wiejska) de la powiat de Żary, dans la Voïvodie de Lubusz, dans l'ouest de la Pologne, à la frontière avec l'Allemagne.
Son siège administratif (chef-lieu) est la ville de Żary, bien qu'elle ne fasse pas partie du territoire de la gmina.
La gmina couvre une superficie de 294,43 km2 pour une population de 11 577 habitants en 2006.

## Histoire
De 1975 à 1998, la gmina est attachée administrativement à la voïvodie de Zielona Góra.

Depuis 1999, elle fait partie de la voïvodie de Lubusz.

## Géographie
La gmina inclut les villages et localités de :

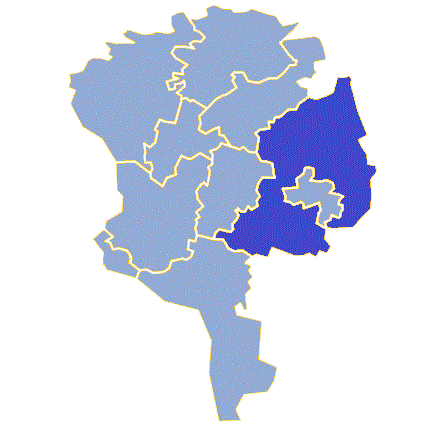
Plan de la gmina

- Biedrzychowice Dolne
- Bieniów
- Bogumiłów
- Dąbrowiec
- Drozdów
- Drożków
- Grabik
- Janików
- Kadłubia
- Łaz
- Lubanice
- Lubomyśl
- Łukawy
- Marszów
- Miłowice
- Mirostowice Dolne
- Mirostowice Górne
- Olbrachtów
- Olszyniec
- Rościce
- Rusocice
- Siodło
- Stawnik
- Surowa
- Włostów
- Złotnik

### Gminy voisines
La gmina de Żary est voisine :

des villes :
- Żagań
- Żary

et des gminy suivantes :
- Iłowa
- Jasień
- Lipinki Łużyckie
- Nowogród Bobrzański
- Przewóz
- Wymiarki
- Żagań

## Structure du terrain
D'après les données de 2002, la superficie de la commune de Żary est de 166,59 kilomètres carrés, répartis comme telle :
- terres agricoles : 44%
- forêts : 47%

La commune représente 21,13% de la superficie du powiat.

## Démographie
Données du 31 décembre 2013:
| Description        | Total  | Total | Femmes | Femmes | Hommes | Hommes |
| ------------------ | ------ | ----- | ------ | ------ | ------ | ------ |
| Unité              | Nombre | %     | Nombre | %      | Nombre | %      |
| Population         | 12 153 | 100   | 6 168  | 50,8   | 5 985  | 49,2   |
| Densité (hab./km²) | 41     | 41    | 21,0   | 21,0   | 20,3   | 20,3   |